# Angelika Niebler
Angelika Niebler, född 18 februari 1963 i München, är en tysk jurist, lektor och politiker för kristdemokratiska CSU. Hon är ledamot av Europaparlamentet sedan 1999 och sitter med i partigruppen EPP för kristdemokrater och konservativa.
I Europaparlamentet är hon ledamot i industriutskottet (ITRE) och USA-delegationen. Hon är även ersättare i det särskilda AI-utskottet (AIDA), rättsliga utskottet (JURI) och Indiendelegationen.
Hon avlade juristexamen (LL.M.) 1988. Hon doktorerade därefter i juridik med inriktning immaterialrätt och avlade doktorsexamen  1992.